# Nyfosa
Nyfosa AB är ett svenskt fastighetsbolag med fokus på att äga, förvalta och utveckla kommersiella fastigheter inom segment som kontor, lager, lätt industri, logistik och handel. Bolaget grundades 2018 som en avknoppning från fastighetsbolaget Hemfosa och noterades därefter på Nasdaq Stockholm.

## Historik

### Bakgrund – koppling till Hemfosa
Nyfosas historia är kopplad till fastighetsbolaget Hemfosa Fastigheter AB. Hemfosa grundades 2009 av bland andra Jens Engwall och Johan Ericsson, med inriktning på att förvärva och utveckla samhällsfastigheter samt andra typer av kommersiella fastigheter. Efter flera år av tillväxt beslutade Hemfosas styrelse under 2018 att dela upp verksamheten i två separata bolag – ett renodlat samhällsfastighetsbolag (som behöll namnet Hemfosa och sedermera förvärvades av Samhällsbyggnadsbolaget i Norden, SBB) och ett nytt bolag med en mer opportunistisk fastighetsportfölj och bredare inriktning, vilket blev Nyfosa AB.
Den 23 november 2018 noterades Nyfosa på Nasdaq Stockholm.

### Etablering och snabb expansion (2018–2020)
Vid bildandet 2018 fick Nyfosa med sig en fastighetsportfölj värderad till cirka 15 miljarder kronor, vilket gjorde bolaget till en relativt stor spelare från start. Redan från början angav bolagsledningen en ambition att växa portföljen genom förvärv. 
Under 2019–2020 genomförde Nyfosa en rad större förvärv av både enskilda fastigheter och hela portföljer. Bolaget expanderade också sitt geografiska fokus till att täcka flera stora regioner i Sverige, bland annat Stockholm, Göteborg, Malmö, Uppsala, Västerås och Örebro.

### Konsolidering och fortsatt utveckling (2021– )
År 2021 och framåt fortsatte Nyfosa att förvärva och omallokera i sin portfölj, men började även fokusera mer på förvaltning och optimering av befintliga bestånd. Bland annat sålde bolaget vissa delar av portföljen som inte passade in i den långsiktiga strategin, samtidigt som nya köp gjordes för att öka exponeringen mot lager-, logistik- och industrisegmenten.

## Verksamhet och strategi

### Affärsidé och mål
Bolagets uttalade affärsidé är att genom aktiv förvaltning och värdeskapande åtgärder leverera goda kassaflöden och värdeökning över tid. Nyfosas finansiella mål inkluderar bland annat att uppnå en årlig tillväxt av förvaltningsresultatet på minst 10 procent, samt att hålla en stabil kapitalstruktur.

### Förvaltning och värdeskapande
Nyfosa arbetar aktivt med förvaltning av sina fastigheter för att optimera driftnetto och anpassa lokaler efter hyresgästernas behov. Detta kan innefatta renoveringar, ombyggnationer, energieffektiviseringar och att driva uthyrningsgrad genom relationer med lokala hyresgäster. Genom att vara en långsiktig ägare i vissa segment och en mer opportunistisk säljare i andra, vill bolaget maximera avkastningen på det egna kapitalet.

## Fastighetsportfölj och geografisk spridning
Nyfosa har en diversifierad fastighetsportfölj med inriktning på kontor, lager, logistik, lätt industri och handel. Under senare år har bolaget i allt högre grad fokuserat på lager och logistik, eftersom detta segment visat stark efterfrågan – särskilt drivet av e-handel och behovet av effektiva distributionslösningar.

### Geografisk spridning
Bolaget har innehav över stora delar av Sverige, men fokus ligger på medelstora till stora städer där det finns stabila arbetsmarknader och goda förutsättningar för ekonomisk tillväxt. Exempel på orter där Nyfosa har större bestånd inkluderar:
- Storstockholm (exempelvis Södertälje och Botkyrka)
- Uppsala
- Västerås
- Örebro
- Jönköping
- Göteborgsområdet
- Malmö och södra Skåne.

I vissa fall investerar Nyfosa även i mindre orter, förutsatt att avkastningspotentialen bedöms som gynnsam och risknivån hanterbar.

## Finansiell utveckling
Nyfosas snabba expansion åren efter bildandet återspeglas i bolagets förvaltningsresultat och ökade fastighetsvärden. Bolaget finansierar sig genom eget kapital, banklån samt obligationslån. Under perioder med låga räntor har Nyfosa kunnat växa snabbt genom belåning, men bolaget har också kommunicerat att en balanserad kapitalstruktur är viktig för att hantera marknadsrisker.

## Bolagsstyrning och ledning
Nyfosa är ett publikt aktiebolag som lyder under svensk aktiebolagslag och är noterat på Nasdaq Stockholm. 

### Styrelse och ledning (2025)
- Styrelseordförande: Johan Ericsson (har även varit styrelseledamot i Hemfosa och sitter i flera andra fastighetsrelaterade styrelser).
- Verkställande direktör (VD): Stina Lindh Hök, som tillträdde 2020 efter att tidigare ha varit operativ chef (COO) i Nyfosa. Hon har även en bakgrund från Hemfosa och Kungsleden.[8]

### Ägarstruktur
Nyfosa har en ägarbas med både institutionella investerare och mindre aktieägare. Svenska och utländska fonder, pensionsbolag och andra institutioner återfinns bland de större ägarna, medan ett betydande inslag av privatpersoner äger aktier via depå eller investeringssparkonton.